# Fußball-Weltmeisterschaft der Frauen 2011/Gruppe A
| Pl. | Land        | Sp. | S | U | N | Tore    | Diff. | Punkte |
| --- | ----------- | --- | - | - | - | ------- | ----- | ------ |
| 1.  | Deutschland | 3   | 3 | 0 | 0 | 007:300 | +4    | 09     |
| 2.  | Frankreich  | 3   | 2 | 0 | 1 | 007:400 | +3    | 06     |
| 3.  | Nigeria     | 3   | 1 | 0 | 2 | 001:200 | −1    | 03     |
| 4.  | Kanada      | 3   | 0 | 0 | 3 | 001:700 | −6    | 0      |

Gruppe A der Fußball-Weltmeisterschaft der Frauen 2011:

## Nigeria – Frankreich 0:1 (0:0)
| Nigeria                                            | Nigeria | Frankreich | Frankreich | Aufstellung                          |
| -------------------------------------------------- | --- | --- | ---------- | ------------------------------------ |
| Nigeria                                            | \| 1. Spieltag, offiziell 2. Spiel \| \| 26. Juni 2011 um 15:00 Uhr in Sinsheim \| \| Zuschauer: 25.475 (ausverkauft) \| \| Schiedsrichterin: Kari Seitz ( Vereinigte Staaten) \| \| Spielbericht \|                                                              | \| 1. Spieltag, offiziell 2. Spiel \| \| 26. Juni 2011 um 15:00 Uhr in Sinsheim \| \| Zuschauer: 25.475 (ausverkauft) \| \| Schiedsrichterin: Kari Seitz ( Vereinigte Staaten) \| \| Spielbericht \|                                                                                      | Frankreich | Aufstellung Nigeria gegen Frankreich |
| Nigeria                                            | Precious Dede – Osinachi Ohale, Onome Ebi, Helen Ukaonu, Faith Ikidi (34. Josephine Chukwunonye) – Perpetua Nkwocha, Ebere Orji (78. Uchechi Sunday), Rita Chikwelu, Glory Iroka – Stella Mbachu, Desire Oparanozie (66. Sarah Michael) Cheftrainerin: Ngozi Uche | Bérangère Sapowicz – Wendie Renard (69. Laure Lepailleur), Laura Georges, Ophélie Meilleroux, Sonia Bompastor – Camille Abily, Sandrine Soubeyrand (46. Eugénie Le Sommer), Louisa Nécib, Élise Bussaglia – Gaëtane Thiney (57. Élodie Thomis), Marie-Laure Delie Cheftrainer: Bruno Bini | Frankreich | Aufstellung Nigeria gegen Frankreich |
| Nigeria                                            | 0:1 Delie (56.) | | Frankreich | Aufstellung Nigeria gegen Frankreich |
| Nigeria                                            | Spieler des Spiels: Nécib (Frankreich) | | Frankreich | Aufstellung Nigeria gegen Frankreich |
| 1. Spieltag, offiziell 2. Spiel                    | | |            |                                      |
| 26. Juni 2011 um 15:00 Uhr in Sinsheim             | | |            |                                      |
| Zuschauer: 25.475 (ausverkauft)                    | | |            |                                      |
| Schiedsrichterin: Kari Seitz ( Vereinigte Staaten) | | |            |                                      |
| Spielbericht                                       | | |            |                                      |

## Deutschland – Kanada 2:1 (2:0)
| Deutschland                                     | Deutschland | Kanada | Kanada | Aufstellung                          |
| ----------------------------------------------- | --- | --- | ------ | ------------------------------------ |
| Deutschland                                     | \| 1. Spieltag, offiziell 1. Spiel \| \| 26. Juni 2011 um 18:00 Uhr in Berlin \| \| Zuschauer: 73.680 (ausverkauft) \| \| Schiedsrichterin: Jacqui Melksham ( Australien) \| \| Spielbericht \|                                                                                  | \| 1. Spieltag, offiziell 1. Spiel \| \| 26. Juni 2011 um 18:00 Uhr in Berlin \| \| Zuschauer: 73.680 (ausverkauft) \| \| Schiedsrichterin: Jacqui Melksham ( Australien) \| \| Spielbericht \|                                                                                          | Kanada | Aufstellung Deutschland gegen Kanada |
| Deutschland                                     | Nadine Angerer – Saskia Bartusiak, Babett Peter, Annike Krahn, Simone Laudehr – Melanie Behringer (71. Fatmire Bajramaj), Birgit Prinz (56. Alexandra Popp), Linda Bresonik, Kim Kulig – Célia Okoyino da Mbabi (65. Inka Grings), Kerstin Garefrekes Cheftrainerin: Silvia Neid | Erin McLeod – Rhian Wilkinson, Candace Chapman, Emily Zurrer, Marie-Ève Nault (46. Robyn Gayle) – Kaylyn Kyle (46. Kelly Parker), Sophie Schmidt, Diana Matheson – Melissa Tancredi (80. Brittany Timko), Christine Sinclair , Jonelle Filigno Cheftrainerin: Carolina Morace ( Italien) | Kanada | Aufstellung Deutschland gegen Kanada |
| Deutschland                                     | 1:0 Garefrekes (10.) 2:0 Okoyino da Mbabi (42.) | 2:1 Sinclair (82.) | Kanada | Aufstellung Deutschland gegen Kanada |
| Deutschland                                     | Laudehr (81.), Krahn (90.) | | Kanada | Aufstellung Deutschland gegen Kanada |
| Deutschland                                     | Spieler des Spiels: Garefrekes (Deutschland) | | Kanada | Aufstellung Deutschland gegen Kanada |
| 1. Spieltag, offiziell 1. Spiel                 | | |        |                                      |
| 26. Juni 2011 um 18:00 Uhr in Berlin            | | |        |                                      |
| Zuschauer: 73.680 (ausverkauft)                 | | |        |                                      |
| Schiedsrichterin: Jacqui Melksham ( Australien) | | |        |                                      |
| Spielbericht                                    | | |        |                                      |

## Kanada – Frankreich 0:4 (0:1)
| Kanada                                   | Kanada | Frankreich | Frankreich | Aufstellung                         |
| ---------------------------------------- | --- | --- | ---------- | ----------------------------------- |
| Kanada                                   | \| 2. Spieltag \| \| 30. Juni 2011 in Bochum \| \| Zuschauer: 16.591 \| \| Schiedsrichterin: Etsuko Fukano ( Japan) \| \| Spielbericht \| | \| 2. Spieltag \| \| 30. Juni 2011 in Bochum \| \| Zuschauer: 16.591 \| \| Schiedsrichterin: Etsuko Fukano ( Japan) \| \| Spielbericht \| | Frankreich | Aufstellung Kanada gegen Frankreich |
| Kanada                                   | Erin McLeod – Emily Zurrer, Rhian Wilkinson, Candace Chapman, Brittany Timko (77. Chelsea Stewart) – Kaylyn Kyle (60. Desiree Scott), Diana Matheson, Sophie Schmidt – Christine Sinclair , Christina Julien (60. Melissa Tancredi), Jonelle Filigno Cheftrainerin: Carolina Morace () | Bérangère Sapowicz – Laure Lepailleur, Laura Georges, Sabrina Viguier, Sonia Bompastor – Sandrine Soubeyrand , Camille Abily (82. Eugénie Le Sommer), Élise Bussaglia, Louisa Nécib – Gaëtane Thiney (79. Laure Boulleau), Marie-Laure Delie (74. Élodie Thomis) Cheftrainer: Bruno Bini | Frankreich | Aufstellung Kanada gegen Frankreich |
| Kanada                                   | 0:1 Thiney (24.) 0:2 Thiney (60.) 0:3 Abily (67.) 0:4 Thomis (83.) | | Frankreich | Aufstellung Kanada gegen Frankreich |
| Kanada                                   | Matheson (52.) | Bompastor (37.) | Frankreich | Aufstellung Kanada gegen Frankreich |
| Kanada                                   | Spieler des Spiels: Thiney (Frankreich) | | Frankreich | Aufstellung Kanada gegen Frankreich |
| 2. Spieltag                              | | |            |                                     |
| 30. Juni 2011 in Bochum                  | | |            |                                     |
| Zuschauer: 16.591                        | | |            |                                     |
| Schiedsrichterin: Etsuko Fukano ( Japan) | | |            |                                     |
| Spielbericht                             | | |            |                                     |

## Deutschland – Nigeria 1:0 (0:0)
| Deutschland                               | Deutschland | Nigeria | Nigeria | Aufstellung                           |
| ----------------------------------------- | --- | --- | ------- | ------------------------------------- |
| Deutschland                               | \| 2. Spieltag \| \| 30. Juni 2011 in Frankfurt \| \| Zuschauer: 48.817 (ausverkauft) \| \| Schiedsrichterin: Cha Sung-mi ( Südkorea) \| \| Spielbericht \| | \| 2. Spieltag \| \| 30. Juni 2011 in Frankfurt \| \| Zuschauer: 48.817 (ausverkauft) \| \| Schiedsrichterin: Cha Sung-mi ( Südkorea) \| \| Spielbericht \| | Nigeria | Aufstellung Deutschland gegen Nigeria |
| Deutschland                               | Nadine Angerer – Saskia Bartusiak, Babett Peter, Annike Krahn, Linda Bresonik – Simone Laudehr, Melanie Behringer (31. Alexandra Popp), Kim Kulig, Kerstin Garefrekes – Birgit Prinz (53. Inka Grings), Célia Okoyino da Mbabi (87. Fatmire Bajramaj) Cheftrainerin: Silvia Neid | Precious Dede – Osinachi Ohale, Onome Ebi, Helen Ukaonu, Faith Ikidi – Perpetua Nkwocha, Ebere Orji (63. Amenze Aighewi), Rita Chikwelu – Stella Mbachu (85. Francisca Ordega), Desire Oparanozie, Sarah Michael (70. Uchechi Sunday) Cheftrainerin: Ngozi Uche | Nigeria | Aufstellung Deutschland gegen Nigeria |
| Deutschland                               | 1:0 Laudehr (54.) | | Nigeria | Aufstellung Deutschland gegen Nigeria |
| Deutschland                               | Kulig (74.) | Ohale (51.) | Nigeria | Aufstellung Deutschland gegen Nigeria |
| Deutschland                               | Spieler des Spiels: Krahn (Deutschland) | | Nigeria | Aufstellung Deutschland gegen Nigeria |
| 2. Spieltag                               | | |         |                                       |
| 30. Juni 2011 in Frankfurt                | | |         |                                       |
| Zuschauer: 48.817 (ausverkauft)           | | |         |                                       |
| Schiedsrichterin: Cha Sung-mi ( Südkorea) | | |         |                                       |
| Spielbericht                              | | |         |                                       |

## Frankreich – Deutschland 2:4 (0:2)
| Frankreich                                    | Frankreich | Deutschland | Deutschland | Aufstellung                              |
| --------------------------------------------- | --- | --- | ----------- | ---------------------------------------- |
| Frankreich                                    | \| 3. Spieltag \| \| 5. Juli 2011 in Mönchengladbach \| \| Zuschauer: 45.867 (ausverkauft) \| \| Schiedsrichterin: Kirsi Heikkinen ( Finnland) \| \| Spielbericht \| | \| 3. Spieltag \| \| 5. Juli 2011 in Mönchengladbach \| \| Zuschauer: 45.867 (ausverkauft) \| \| Schiedsrichterin: Kirsi Heikkinen ( Finnland) \| \| Spielbericht \|                                                                                          | Deutschland | Aufstellung Frankreich gegen Deutschland |
| Frankreich                                    | Bérangère Sapowicz – Laure Lepailleur, Laure Boulleau, Laura Georges, Wendie Renard – Sandrine Soubeyrand , Eugénie Le Sommer (68. Céline Deville), Élise Bussaglia, Louisa Nécib (46. Camille Abily) – Gaëtane Thiney, Élodie Thomis (46. Marie-Laure Delie) Cheftrainer: Bruno Bini | Nadine Angerer – Saskia Bartusiak, Babett Peter, Annike Krahn (78. Alexandra Popp), Bianca Schmidt – Simone Laudehr (46. Ariane Hingst), Lena Goeßling, Fatmire Bajramaj, Kerstin Garefrekes – Inka Grings, Célia Okoyino da Mbabi Cheftrainerin: Silvia Neid | Deutschland | Aufstellung Frankreich gegen Deutschland |
| Frankreich                                    | 1:2 Delie (56.) 2:3 Georges (72.) | 0:1 Garefrekes (25.) 0:2 Grings (32.) 1:3 Grings (68., FE) 2:4 Okoyino da Mbabi (89.) | Deutschland | Aufstellung Frankreich gegen Deutschland |
| Frankreich                                    | Bussaglia (40.), Georges (41.), Renard (59.) | Goeßling (17.), Bajramaj (82.) | Deutschland | Aufstellung Frankreich gegen Deutschland |
| Frankreich                                    | Sapowicz (65.) | | Deutschland | Aufstellung Frankreich gegen Deutschland |
| Frankreich                                    | Spieler des Spiels: Grings (Deutschland) | | Deutschland | Aufstellung Frankreich gegen Deutschland |
| 3. Spieltag                                   | | |             |                                          |
| 5. Juli 2011 in Mönchengladbach               | | |             |                                          |
| Zuschauer: 45.867 (ausverkauft)               | | |             |                                          |
| Schiedsrichterin: Kirsi Heikkinen ( Finnland) | | |             |                                          |
| Spielbericht                                  | | |             |                                          |

## Kanada – Nigeria 0:1 (0:0)
| Kanada                                      | Kanada | Nigeria | Nigeria | Aufstellung                      |
| ------------------------------------------- | --- | --- | ------- | -------------------------------- |
| Kanada                                      | \| 3. Spieltag \| \| 5. Juli 2011 in Dresden \| \| Zuschauer: 13.638 \| \| Schiedsrichterin: Finau Vulivuli ( Fidschi) \| \| Spielbericht \| | \| 3. Spieltag \| \| 5. Juli 2011 in Dresden \| \| Zuschauer: 13.638 \| \| Schiedsrichterin: Finau Vulivuli ( Fidschi) \| \| Spielbericht \| | Nigeria | Aufstellung Kanada gegen Nigeria |
| Kanada                                      | Karina LeBlanc – Marie-Ève Nault, Emily Zurrer, Candace Chapman, Rhian Wilkinson – Sophie Schmidt, Diana Matheson – Kaylyn Kyle (78. Desiree Scott) – Christine Sinclair , Melissa Tancredi (84. Jodi-Ann Robinson), Jonelle Filigno (56. Christina Julien) Cheftrainerin: Carolina Morace ( Italien) | Precious Dede – Faith Iikidi, Osinachi Ohale, Onome Ebi, Helen Ukaonu – Stella Mbachu (72. Francisca Ordega), Glory Iroka, Rita Chikwelu, Ebere Orji (54. Ogonna Chukwudi) – Desire Oparanozie (84. Uchechi Sunday), Perpetua Nkwocha Cheftrainerin: Ngozi Uche | Nigeria | Aufstellung Kanada gegen Nigeria |
| Kanada                                      | 0:1 Nkwocha (73.) | | Nigeria | Aufstellung Kanada gegen Nigeria |
| Kanada                                      | Ebi (59.) | | Nigeria | Aufstellung Kanada gegen Nigeria |
| Kanada                                      | Spieler des Spiels: Mbachu (Nigeria) | | Nigeria | Aufstellung Kanada gegen Nigeria |
| 3. Spieltag                                 | | |         |                                  |
| 5. Juli 2011 in Dresden                     | | |         |                                  |
| Zuschauer: 13.638                           | | |         |                                  |
| Schiedsrichterin: Finau Vulivuli ( Fidschi) | | |         |                                  |
| Spielbericht                                | | |         |                                  |

Besonderheit: Im Spiel zwischen Kanada und Nigeria kam es zu einem Stromausfall, das Spiel musste deshalb für 10 Minuten unterbrochen werden. Für Nkwochas Tor wird daher teilweise die 84. Minute angegeben.